# Háj ve Slezsku
Háj ve Slezsku (en allemand : Freiheitsau) est une commune du district d'Opava, dans la région de Moravie-Silésie, en République tchèque. Sa population s'élevait à 3 247 habitants en 2021.

## Géographie
Háj ve Slezsku est arrosée par la rivière Opava et se trouve à 3 km au sud-sud-est de Dolní Benešov, à 15 km à l'est-sud-est d'Opava, à 16 km au nord-ouest d'Ostrava et à 263 km à l’est-nord-est de Prague.
La commune est limitée par Kravaře et Dolní Benešov au nord, par Kozmice au nord-est, par Dobroslavice, Velká Polom et Hrabyně au sud et par Mokré Lazce à l'ouest.

## Histoire
La première mention écrite de la localité date de 1366.

## Administration
La commune se compose de cinq quartiers :
- Háj ve Slezsku
- Chabičov
- Jilešovice
- Lhota
- Smolkov

## Transports
Par la route, Háj ve Slezsku se trouve à 4 km de Dolní Benešov, à 17 km d'Opava, à 23 km d'Ostrava et à 344 km de Prague.